# Noboru Nakayama
Noboru Nakayama (中山 昇 Nakayama Noboru?, nacido el 7 de julio de 1987 en Osaka) es un exfutbolista japonés. Jugaba de centrocampista y su único club fue el Cerezo Osaka de Japón.

## Trayectoria

### Clubes
| Club         | País  | Año         |
| ------------ | ----- | ----------- |
| Cerezo Osaka | Japón | 2006 - 2008 |